# Іванов Олександр Костянтинович
Іванов Олександр Костянтинович  (рос. Александр Константинович Иванов; 22 липня 1989) — російський важкоатлет.

## Виступи на Олімпіадах
| Олімпіада   | Вагова категорія | Місце                     |
| ----------- | ---------------- | ------------------------- |
| Лондон 2012 | 94 кг            | ( Срібло) дискваліфікація |

У серпні 2015 року розпочалися повторні аналізи на виявлення допінгу зі збережених зразків з Олімпійських ігор у Пекіні 2008 року та Лондоні 2012 року.
Перевірка зразків Олександра Іванова з Лондона 2012 року призвела до позитивного результату на заборонені речовини — дегідрохлорметилтестостерон (туринабол) і тамоксифен. Рішенням дисциплінарної комісії Міжнародного олімпійського комітету від 27 жовтня 2016 року в числі 12 спортсменів він була дискваліфікований з Олімпійських ігор в Лондоні 2012 року і позбавлений бронзової олімпійської медалі.